# Governatori generali di Saint Lucia
I Governatori generali di Saint Lucia dal 1979 (raggiungimento dell'indipendenza dal Regno Unito) sono i seguenti. 
La carica è stata vacante dal 1º gennaio 2018 al 12 gennaio 2018.

## Lista
| Governatore generale           | Ritratto | Dal               | Al                | Note                                |
| ------------------------------ | -------- | ----------------- | ----------------- | ----------------------------------- |
| Allen Montgomery Lewis         |          | 22 febbraio 1979  | 19 giugno 1980    | 1º mandato                          |
| Boswell Williams               |          | 19 giugno 1980    | 13 dicembre 1982  |                                     |
| Allen Montgomery Lewis         |          | 13 dicembre 1982  | 30 aprile 1987    | 2º mandato                          |
| Vincent Floissac               |          | 30 aprile 1987    | 10 ottobre 1988   | ad interim                          |
| Stanislaus A. James            |          | 10 ottobre 1988   | 1 giugno 1996     |                                     |
| George Mallet                  |          | 1 giugno 1996     | 17 settembre 1997 |                                     |
| Pearlette Louisy               |          | 17 settembre 1997 | 31 dicembre 2017  | prima donna                         |
| Neville Cenac                  |          | 12 gennaio 2018   | 11 novembre 2021  |                                     |
| Cyril Errol Melchiades Charles |          | 11 novembre 2021  | in carica         | ad interim fino al 1º novembre 2024 |